# Papo-branco
Formigueiro-de-barbas-brancas ou papo-branco (Biatas nigropectus) é uma espécie de ave da família Thamnophilidae. É o único membro do género Biatas, podendo ser encontrada nos seguintes países: Argentina e Brasil.
Os seus habitats naturais são: florestas subtropicais ou tropicais húmidas de baixa altitude e regiões subtropicais ou tropicais húmidas de alta altitude.
Está ameaçada por perda de habitat.